# Élections législatives de 1967 dans le Morbihan
Les élections législatives françaises de 1967 se déroulent les 5 et 12 mars 1967. Dans le département du Morbihan, six députés sont à élire dans le cadre de six circonscriptions.

## Élus
| Circonscription | Député sortant                               | Parti | Parti   | Député élu ou réélu | Parti | Parti       |
| --------------- | -------------------------------------------- | ----- | ------- | ------------------- | ----- | ----------- |
| 1re             | Léonce Franco suppléant de Raymond Marcellin |       | CNIP    | Raymond Marcellin   |       | RI          |
| 2e              | Christian Bonnet                             |       | MRP     | Christian Bonnet    |       | RI          |
| 3e              | Hervé Laudrin                                |       | UNR-UDT | Hervé Laudrin       |       | UD-Ve       |
| 4e              | Yves du Halgouët                             |       | Modérés | Yves du Halgouët    |       | RI          |
| 5e              | Maurice Bardet                               |       | UNR-UDT | Yves Allainmat      |       | FGDS (SFIO) |
| 6e              | Paul Ihuel                                   |       | MRP     | Paul Ihuel          |       | CD          |

## Résultats

### Résultats à l'échelle du département
| Parti          | Parti                                           | Premier tour | Premier tour | Second tour | Second tour | Sièges |
| Parti          | Parti                                           | Voix         | %            | Voix        | %           | Sièges |
| -------------- | ----------------------------------------------- | ------------ | ------------ | ----------- | ----------- | ------ |
|                | Républicains indépendants                       | 81 485       | 29,94        |             |             | 3      |
|                | Union des démocrates pour la Ve République      | 55 723       | 20,48        | 24 918      | 26,44       | 1      |
|                | Divers droite (gaulliste)                       | 4 954        | 1,82         |             |             | 0      |
|                | Union des républicains de progrès               | 142 162      | 52,24        | 24 918      | 26,44       | 4      |
|                |                                                 |              |              |             |             |        |
|                | Section française de l'Internationale ouvrière  | 34 698       | 12,75        | 27 328      | 29,00       | 1      |
|                | Fédération de la gauche démocrate et socialiste | 34 698       | 12,75        | 27 328      | 29,00       | 1      |
|                |                                                 |              |              |             |             |        |
|                | Progrès et démocratie moderne                   | 49 778       | 18,29        | 26 197      | 27,80       | 1      |
|                | Parti communiste français                       | 41 082       | 15,10        | 15 792      | 16,76       | 0      |
|                | Parti socialiste unifié                         | 4 414        | 1,62         |             |             | 0      |
|                |                                                 |              |              |             |             |        |
| Inscrits       | Inscrits                                        | 327 724      | 100,00       | 119 977     | 100,00      | 6      |
| Abstentions    | Abstentions                                     | 50 894       | 15,53        | 24 421      | 20,35       |        |
| Votants        | Votants                                         | 276 830      | 84,47        | 95 556      | 79,65       |        |
| Blancs et nuls | Blancs et nuls                                  | 4 696        | 1,7          | 1 321       | 1,38        |        |
| Exprimés       | Exprimés                                        | 272 134      | 98,3         | 94 235      | 98,62       |        |

### Résultats  par circonscription

#### Première circonscription (Vannes)
|                    | Raymond Marcellin sortant réélu | RI             | 39 466 | 73,11  |  |  |  |
|                    | Joseph Dumas                    | CD (PDM)       | 5 095  | 9,44   |  |  |  |
|                    | Jean Tanguy                     | PCF            | 5 003  | 9,27   |  |  |  |
|                    | Eugène Quéverdo                 | PSU            | 4 414  | 8,18   |  |  |  |
|                    |                                 |                |        |        |  |  |  |
| Inscrits           | Inscrits                        | Inscrits       | 63 328 | 100,00 |  |  |  |
| Abstentions        | Abstentions                     | Abstentions    | 8 629  | 13,63  |  |  |  |
| Votants            | Votants                         | Votants        | 54 699 | 86,37  |  |  |  |
| Blancs et nuls     | Blancs et nuls                  | Blancs et nuls | 721    | 1,32   |  |  |  |
| Exprimés           | Exprimés                        | Exprimés       | 53 978 | 98,68  |  |  |  |
| Source : Data.gouv |                                 |                |        |        |  |  |  |

#### Deuxième circonscription (Auray)
|                    | Christian Bonnet sortant réélu | RI             | 23 392 | 55,44  |  |  |  |
|                    | Pierre Dugor                   | CD (PDM)       | 9 425  | 22,34  |  |  |  |
|                    | Albert Rivier                  | FGDS (SFIO)    | 4 812  | 11,4   |  |  |  |
|                    | René Mory                      | PCF            | 4 568  | 10,83  |  |  |  |
|                    |                                |                |        |        |  |  |  |
| Inscrits           | Inscrits                       | Inscrits       | 51 753 | 100,00 |  |  |  |
| Abstentions        | Abstentions                    | Abstentions    | 8 937  | 17,27  |  |  |  |
| Votants            | Votants                        | Votants        | 42 816 | 82,73  |  |  |  |
| Blancs et nuls     | Blancs et nuls                 | Blancs et nuls | 619    | 1,45   |  |  |  |
| Exprimés           | Exprimés                       | Exprimés       | 42 197 | 98,55  |  |  |  |
| Source : Data.gouv |                                |                |        |        |  |  |  |

#### Troisième circonscription (Pontivy)
|                | Hervé Laudrin sortant réélu | UD-Ve          | 29 939 | 69,11  |  |  |  |
|                | Yves Guélard                | FGDS (SFIO)    | 7 671  | 17,71  |  |  |  |
|                | Joseph Le Roux              | PCF            | 5 711  | 13,18  |  |  |  |
|                |                             |                |        |        |  |  |  |
| Inscrits       | Inscrits                    | Inscrits       | 51 306 | 100,00 |  |  |  |
| Abstentions    | Abstentions                 | Abstentions    | 6 070  | 11,83  |  |  |  |
| Votants        | Votants                     | Votants        | 45 236 | 88,17  |  |  |  |
| Blancs et nuls | Blancs et nuls              | Blancs et nuls | 1 915  | 4,23   |  |  |  |
| Exprimés       | Exprimés                    | Exprimés       | 43 321 | 95,77  |  |  |  |

#### Quatrième circonscription (Ploërmel)
|                | Yves du Halgouët sortant réélu | RI                        | 18 627 | 52,72  |  |  |  |
|                | Loïc Bouvard                   | CD (PDM)                  | 5 974  | 16,91  |  |  |  |
|                | Michel Bouchaud                | Divers droite (Gaulliste) | 4 954  | 14,02  |  |  |  |
|                | Louis Noguès                   | PCF                       | 3 567  | 10,1   |  |  |  |
|                | Pierre Quinio                  | FGDS (SFIO)               | 2 211  | 6,26   |  |  |  |
|                |                                |                           |        |        |  |  |  |
| Inscrits       | Inscrits                       | Inscrits                  | 41 351 | 100,00 |  |  |  |
| Abstentions    | Abstentions                    | Abstentions               | 5 505  | 13,31  |  |  |  |
| Votants        | Votants                        | Votants                   | 35 846 | 86,69  |  |  |  |
| Blancs et nuls | Blancs et nuls                 | Blancs et nuls            | 513    | 1,43   |  |  |  |
| Exprimés       | Exprimés                       | Exprimés                  | 35 333 | 98,57  |  |  |  |

#### Cinquième circonscription (Lorient)
| Candidat           | Candidat           | Parti          | Premier tour | Premier tour | Second tour | Second tour |  |
| Candidat           | Candidat           | Parti          | Voix         | %            | Voix        | %           |  |
| ------------------ | ------------------ | -------------- | ------------ | ------------ | ----------- | ----------- |  |
|                    | Pierre Messmer     | UD-Ve          | 19 719       | 37,48        | 24 918      | 47,69       |  |
|                    | Jean Maurice       | PCF            | 12 387       | 23,54        | Retrait     | Retrait     |  |
|                    | Yves Allainmat élu | FGDS (SFIO)    | 11 853       | 22,53        | 27 328      | 52,31       |  |
|                    | Louis Le Montagner | CD (PDM)       | 8 654        | 16,45        | Retrait     | Retrait     |  |
|                    |                    |                |              |              |             |             |  |
| Inscrits           | Inscrits           | Inscrits       | 65 997       | 100,00       | 65 996      | 100,00      |  |
| Abstentions        | Abstentions        | Abstentions    | 12 793       | 19,38        | 13 025      | 19,74       |  |
| Votants            | Votants            | Votants        | 53 204       | 80,62        | 52 971      | 80,26       |  |
| Blancs et nuls     | Blancs et nuls     | Blancs et nuls | 591          | 1,11         | 725         | 1,37        |  |
| Exprimés           | Exprimés           | Exprimés       | 52 613       | 98,89        | 52 246      | 98,63       |  |
| Source : Data.gouv |                    |                |              |              |             |             |  |

#### Sixième circonscription (Hennebont)
| Candidat           | Candidat                 | Parti          | Premier tour | Premier tour | Second tour | Second tour |  |
| Candidat           | Candidat                 | Parti          | Voix         | %            | Voix        | %           |  |
| ------------------ | ------------------------ | -------------- | ------------ | ------------ | ----------- | ----------- |  |
|                    | Paul Ihuel sortant réélu | CD (PDM)       | 20 630       | 46,16        | 26 197      | 62,39       |  |
|                    | Eugène Crépeau           | PCF            | 9 846        | 22,03        | 15 792      | 37,61       |  |
|                    | Louis Le Moënic          | FGDS (SFIO)    | 8 151        | 18,24        | Retrait     | Retrait     |  |
|                    | Joseph Le Bris           | UD-Ve          | 6 065        | 13,57        | Retrait     | Retrait     |  |
|                    |                          |                |              |              |             |             |  |
| Inscrits           | Inscrits                 | Inscrits       | 53 989       | 100,00       | 53 981      | 100,00      |  |
| Abstentions        | Abstentions              | Abstentions    | 8 960        | 16,6         | 11 396      | 21,11       |  |
| Votants            | Votants                  | Votants        | 45 029       | 83,4         | 42 585      | 78,89       |  |
| Blancs et nuls     | Blancs et nuls           | Blancs et nuls | 337          | 0,75         | 596         | 1,4         |  |
| Exprimés           | Exprimés                 | Exprimés       | 44 692       | 99,25        | 41 989      | 98,6        |  |
| Source : Data.gouv |                          |                |              |              |             |             |  |